# گویکانگمای
گویکانگمای (به لاتین: Goicangmai) یک منطقهٔ مسکونی در جمهوری خلق چین است که در منطقه خودمختار تبت واقع شده‌است. گویکانگمای
- نفر جمعیت دارد.